# 医事法
医事法（いじほう、英語: Medical law）とは、医療に関する法の総称である。医療に関する医療法および医師に関する医師法をその中核とする。
狭い意味では「医事法制」のことを指すが、広い意味では「医事法学」を含む。

## 医療の基本に関する法
- 医療法
- 医薬品、医療機器等の品質、有効性及び安全性の確保等に関する法律（医薬品医療機器法、旧：薬事法）

## 医療従事者に関する法
- 医師法
- 保健師助産師看護師法
- 薬剤師法
- 歯科医師法
- 歯科衛生士法
- 歯科技工士法
- 栄養士法
- 救急救命士法
- 理学療法士及び作業療法士法
- 言語聴覚士法
- 臨床工学技士法
- 臨床検査技師等に関する法律
- 診療放射線技師法
- 視能訓練士法
- 義肢装具士法